# 多米尼克·库巴利克
多米尼克·库巴利克（捷克語：Dominik Kubalík，1995年8月21日—），生于比尔森，捷克男子冰球运动员。他曾代表捷克国家队参加2018年冬季奥林匹克运动会冰球比赛，获得第4名。